# Narrativa
La narrativa forma part de la producció literària en la qual l'autor vol exposar fets històrics o reals, imaginaris o fantàstics. Es basa en un text que explica una història des d'un punt de vista determinat. La narrativa acostuma a estar escrita en prosa, és a dir, s'oposa a la poesia que usa el vers, tot i que hi ha prosa poètica i poemes en prosa.
Per altra banda, els textos narratius s'oposen als descriptius (encara que la ficció acostuma a barrejar-los), els expositius (on hi ha una explicació, com als llibres de text), als instructius i als argumentatius. La narrativa, doncs, pot trobar-se en textos de no ficció. La unitat mínima de la narració és un narrema.
S'anomena "narrativisme" la teoria filosòfica i literària que analitza i destaca la importància de la narrativitat (les formes narratives) en totes les obres humanes, culturals i que construeixen sentit.

## Característiques generals de la narrativa
- Tota narració conté uns personatges situats en un temps i un espai que protagonitzen una història que modifica la situació inicial, usualment a partir d'un conflicte. Aquests personatges poden parlar a la història a través del diàleg o els seus pensaments es poden reproduir mitjançant l'estil indirecte.
- Hi ha un narrador que conta els fets, és l'única font d'informació per al lector i sol oferir una determinada interpretació de la història (que acostuma a estar narrada en passat).
- La història és fictícia i el narrador també (encara que sigui el mateix autor), tot i que subjecte a les regles de la versemblança i la coherència discursiva.
- La història pot coincidir o no amb la trama, l'ordre en què es presenten els fets al lector, ja que la comunicació és diferida.

## Gèneres narratius clàssics
- Novel·la: la novel·la és una narració de prosa, d'una extensió considerable, en què es relaten les vivències d'un o més personatges. Normalment, consta de tres parts: el punt d'arrencada, que sol ser una situació conflictiva a partir del qual se sol fer el desenvolupament dels fets; i el desenllaç de la història, que pot acabar bé o malament.
- Epopeia: és un gènere èpic (pertanyent a la narrativa) que s'acostuma a escriure en vers. És pròpia dels primers estadis de la literatura occidental. La majoria d'epopeies van ser pensades per a la seva transmissió oral i explicaven en diferents episodis les aventures d'un heroi.
- Llegenda: Una llegenda és una narració, oral o escrita, d'aparença més o menys històrica, amb una major o menor proporció d'elements imaginatius o mite.
- Faula: Una faula és un relat breu de ficció on els protagonistes són animals o plantes que parlen. La faula té un caràcter didàctic normalment ètic que es mostra al final.
- Mite: Un mite és un relat fictici on es xerra de personatges amb poders sobrenaturals
- Conte o narrativa breu: és una narració escrita en prosa, generalment breu. Els contes poden ser tant de caràcter fictici com real.
- Epístola: és un text escrit amb finalitats de comunicació, literàries o, en el cristianisme, de predicació religiosa. En aquest darrer cas s'escriu la lletra inicial en majúscula.
- Sermó

## Punt de vista
En una narració, el punt de vista és l'òptica amb la qual el narrador ens narra els fets. Hi ha dos tipus bàsics de punts de vista (o focalització, segons la narratologia):
- Intern: si el punt de vista és intern, el narrador participa en la història, és a dir, que parla en primera persona, ja que és un personatge més de la història, normalment el protagonista.
- Extern: si el punt de vista és extern, el narrador és un simple observador que narra els fets amb distanciament. Està en tercera persona.